# Xã Chesterfield, Quận St. Louis, Missouri
Xã Chesterfield (tiếng Anh: Chesterfield Township) là một xã thuộc quận St. Louis, tiểu bang Missouri, Hoa Kỳ. Năm 2010, dân số của xã này là 38.982 người.